# Alstroemeria jequitiana
Alstroemeria jequitiana är en alströmeriaväxtart som beskrevs av Pierfelice Ravenna. Alstroemeria jequitiana ingår i släktet alströmerior, och familjen alströmeriaväxter. Inga underarter finns listade i Catalogue of Life.